# Schiavo della furia
Schiavo della furia (Raw Deal) è un film del 1948 diretto da Anthony Mann.
Noir statunitense con Dennis O'Keefe, Claire Trevor e Marsha Hunt protagonisti in fuga che danno vita ad un triangolo sentimentale teso al pari della vicenda poliziesca.

## Trama
Joe Sullivan evade dal carcere con l'aiuto della sua ragazza Pat Cameron, senza sapere che il gangster Rick Coyle, che gli deve 50.000 $, ha sì organizzato la fuga ma nella convinzione che lui non ne sarebbe uscito vivo.
Con grande abililità e grazie al coraggio di Pat, l'evasione ha invece successo, mentre nella fuga viene fatta ostaggio l'assistente sociale Ann Martin che, innamorata di Joe, dà vita ad uno strano triangolo sentimentale, con riflessi inattesi sull'intera vicenda. Ann, infatti, inizialmente chiama la polizia, poi coinvolta nella fuga aiuta Joe fino ad uccidere il sicario mandato da Rick ad eliminarlo.
A questo punto, per correttezza, Joe lascia libera Ann e decide di seguire il piano di fuga escogitato da Pat, che ha già i biglietti per una nave che salperà da San Francisco per il Sud America.
Pat riceve una telefonata nella quale Rick minaccia di fare del male ad Ann se Joe non andrà ad affrontarlo. Si tratta di una trappola e Pat non vuole perdere il suo Joe, proprio ora che stanno per coronare il loro legame. Ma un attimo prima che la nave sulla quale sono già a bordo, salpi, Pat si sente in dovere di dire la verità al suo uomo che, conscio del pericolo, non esita un attimo a recarsi da Rick per sistemare i conti in sospeso e salvare la sua Ann.
Con l'aiuto della nebbia, Joe supera tutti gli ostacoli che lo separavano da Rick, affrontandolo finalmente di persona. I due si feriscono a vicenda con le rispettive armi, poi in un corpo a corpo è Joe ad avere la meglio e a scaraventare Rick da una finestra. Ann è libera e accorre dal suo uomo che però muore tra le sue braccia. Pat, commentatrice fuori campo, afferma di aver fatto la cosa giusta perché Joe avrebbe voluto questo.

## Produzione
Il film, diretto da Anthony Mann su una sceneggiatura di Leopold Atlas, John C. Higgins con il soggetto di Arnold B. Armstrong e Audrey Ashley, fu prodotto da Edward Small per la Edward Small Productions e girato da metà novembre a metà dicembre 1947. Il titolo di lavorazione fu Corkscrew Alley.

## Promozione
La tagline è: "Bullets! Women! -- Can't Hold a Man Like This! ".

## Distribuzione
Il film fu distribuito con il titolo Raw Deal negli Stati Uniti dal 26 maggio 1948 (première a Los Angeles il 21 maggio 1948) dalla Eagle-Lion Films.
Altre distribuzioni:
- in Svezia il 14 marzo 1949 (Reptilen)
- in Francia il 9 giugno 1950 (Marché de brutes)
- in Austria il 21 novembre 1950 (Vergeltung)
- in Germania Ovest nel 1951 (Flucht ohne Ausweg)
- in Danimarca il 18 maggio 1953 (Med politiet i hælene)
- in Portogallo il 18 giugno 1953 (Destino em Segunda Mão)
- in Italia (Schiavo della furia)
- in Spagna (Ejecutor e Justa venganza)
- in Brasile (Entre Dois Fogos)
- in Grecia (O drapetis tou Sing-Sing)
- in Ungheria (Piszkos alku)

## Accoglienza

### Critica
Secondo il Morandini è "uno dei film migliori del periodo pre-western di Mann" caratterizzato da un'ottima fotografia, solide interpretazioni e un finale "indimenticabile". Secondo Leonard Maltin il film è una "cupa storia noir splendidamente realizzata". Maltin segnala l'interpretazione di Burr nel ruolo del "cattivo sadico"